# Rådstugan (Stockholm)
Rådstugan var en bygning der fungerede som Stockholms rådstuga (rådhus) fra 1300-tallet til 1700-tallet, og lå i karréen med samme navn ved Stortorget i Gamla stan. Rådet blev flyttet flyttet til Bondeska palatset i 1732. På dette tidspunkt bestod rådstugan af en samling bygninger delvis med oprindelse fra middelalderen. Bygningerne blev revet ned i 1768 for at give plads til det nuværende Börshuset. I rådstugan fandtes Stockholms rådhusrätt og arresthus, og det var sæde for byens råd eller magistrat.